# Поліурія
Поліурія (полі — «багато» та uron — «сеча») — збільшене утворення сечі. У дорослих людей замість добової норми у 1000—1500 мл при поліурії з організму виділяється понад 1800—2000 мл, іноді більш як 3 л сечі.
Поліурія також може супроводжуватись частим сечовипусканням (при справжньому частому сечовипусканні — полакіурія, щоразу виділяється невелика кількість сечі — добовий діурез не порушується).

## Причини та супутні захворювання
Основна фізіологічна причина — зменшення реабсорбції води у ниркових канальцях.
Поліурія є провідним симптомом таких захворювань і невідкладних станів:
- відновлення роботи нирок після гострої ниркової недостатності,
- некомпенсований або вперше виявлений цукровий діабет,
- нецукровий діабет,
- первинний гіперпаратиреоз,
- первинний гіперальдостеронізм.

Поліурія може бути постійною та тимчасовою.
Постійна може бути спричинена хворобою нирок або залоз внутрішньої секреції. Також до поліурії іноді призводить і надмірне лікування сечогінними препаратами.
Тимчасова поліурія може бути наслідком таких причин:
- гіпертонічний криз,
- пароксизмальна тахікардія,
- диенцефальний криз,
- прийом завеликого об'єму рідини (пива, квасу або газованої води).[2]